# Ernie Hammes
Ernie Hammes (Esch-sur-Alzette, 18 d'agost de 1968) és un músic, compositor i director d'orquestra luxemburguès. És reconegut pel seu virtuosisme tant en el jazz com en la música clàssica. Ha treballat amb la banda de jazz de Maynard Walter Ferguson i ha tocat en més de 25 països. És una de les cares més conegudes de l'escena jazzística del seu país.

## Discografia

### Clàssica
- 1997 Festival
- 2006 Trumpet Classics
- 2007 Suite from Freed & Feier
- 2010 Delux Trio, OCLC 829687360

### Jazz
- 1996 Jazz Combos in Concert, OCLC 36444586
- 1997 Live at Montreux 1997, OCLC 610937350
- 2000 'Stepwise, OCLC 725452246
- 2001 Two Sides to Every Story
- 2005 Night Lights, Ernie Hammes, Live at the Inouï, OCLC 774383132 i 725155429
- 2006 Guided Dream, OCLC 459057741 i 29026111
- 2006 MF Horn VI – Live at Ronnie’s, OCLC 607863162
- 2007 Jazz: Made in Luxembourg, OCLC 436977469

### AmbAmina Figarova
- 2008 Above The Clouds, OCLC 298542210
- 2010 Sketches, OCLC 648940387
- 2012 Twelve, OCLC 785876686

## Videografia
- 2007 Maynard Ferguson Tribute Concert, DVD, Vol. 1 de 2, OCLC 180193073
- 2007 Retour à Gorée, OCLC 495202223 i 488750568